# Augusta Nielsen

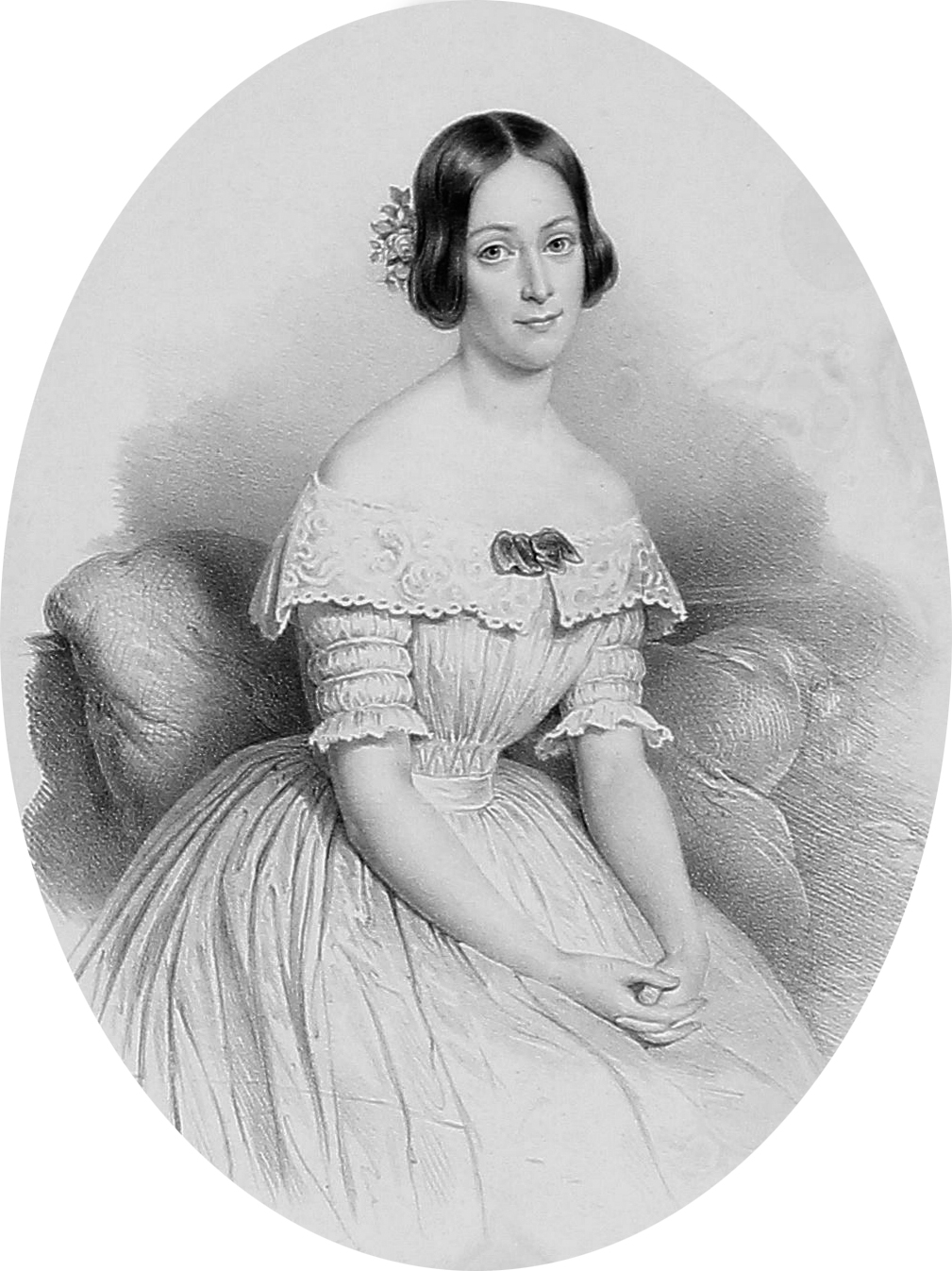
Augusta Nielsen. Efter en oljemålning av Carl Peter Lehmann.

Augusta Wilhelmine Nielsen, född den 20 februari 1822 i Köpenhamn, död där den 29 mars 1902, var en dansk balettdansös, en av August Bournonvilles tidigaste elever.
Nielsen vann redan vid sitt första uppträdande 1839 stort bifall. Även i Paris hade hon 1842 stor framgång, men redan 1849 lämnade hon scenen och gifte sig med den svenske löjtnanten Anders Johan Afzelius. Deras äktenskap upplöstes dock redan 1851 genom skilsmässa.